# 韋爾康姆鎮區 (愛荷華州蘇縣)
韋爾科姆鎮區（英語：Welcome Township）是位於美國愛荷華州蘇縣的一個行政鎮區。

## 地方資料
根據2010年美國人口普查的數據，韋爾科姆鎮區的面積為92.64平方千米，當中陸地面積為92.64平方千米，而水域面積為0.00平方千米。當地共有人口1730人，而人口密度為每平方千米18.67人。